# Jastrun alpejski

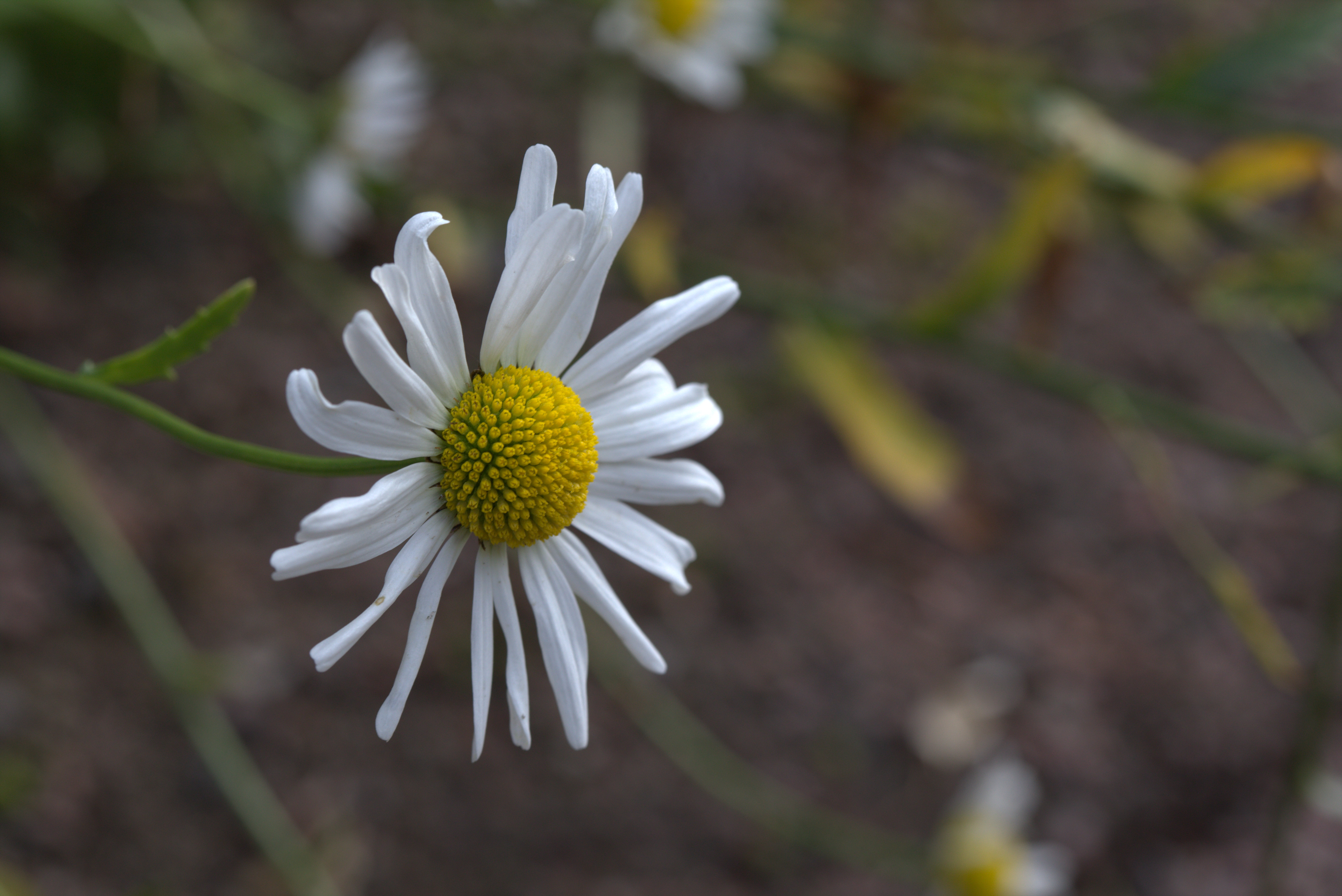
Koszyczek

Jastrun alpejski (Leucanthemum gaudinii Dalla Torre) – gatunek rośliny z rodziny astrowatych, często też ujmowany jako podgatunek – jastrun właściwy alpejski L. vulgare subsp. alpicola. Obszar jego występowania obejmuje zachodnią i środkową Europę (od Hiszpanii po Ukrainę). Rośnie w najwyższych partiach gór – w Polsce w górnym reglu, piętrze kosówki i halnym.

## Morfologia
PokrójNiska roślina zielna, zwykle nie przekraczająca 35 cm wysokości, o pędach nierozgałęzionych i nagich lub co najwyżej słabo owłosionych w dolnej części.
LiścieNajniższe liście zwężone w długi ogonek, o blaszce mięsistej, ząbkowanej lub karbowanej. Dolne liście często mają wierzchołek ucięty i tu z trzema większymi szczytowymi ząbkami. Średnie i górne liście są siedzące, głęboko, odlegle i ostro ząbkowane, u nasady z kilkoma wąskimi i ostrymi łatkami ościsto zakończonymi.
KwiatyZebrane w powstające pojedynczo na szczycie łodyg koszyczki. Okrywa z listkami szeroko, czarnobrunatno obrzeżonymi. Kwiaty języczkowate białe, a rurkowate złocistożółte.
OwoceJednonasienne niełupki.

## Mieszańce
Rośliny tego gatunku krzyżują się z jastrunem zapoznanym (L. ircutianum) i jastrunem okrągłolistnym (L. rotundifolium), w tym tworząc potrójne hybrydy. Związana ze zmianami klimatu i antropopresją ekspansja obu tych gatunków na obszarach górskich grozi w efekcie zanikiem odrębności jastruna alpejskiego.